# Callophrys apama
Callophrys apama is een vlinder uit de familie van de Lycaenidae. De wetenschappelijke naam van de soort is voor het eerst geldig gepubliceerd in 1882 door Edwards.